# Elsloo (Friesland)
Elsloo (Stellingwerfs: Else; Fries: Elslo) is een dorp in de gemeente Ooststellingwerf, in de Nederlandse provincie Friesland.
Het ligt ten zuidwesten van Oosterwolde en ten noordwesten van het Nationaal Park Drents-Friese Wold. Op 1 januari 2023 telde Elsloo 675 inwoners. Onder het dorp vallen ook de buurtschappen; Canada (deels), De Monden (deels), De Riete, Tronde (deels) en Zuidhorn.

## Geschiedenis
Elsloo is ontstaan in de 11e eeuw. De eerste vermelding van de plaats is in 1405 als Elslo. 3 jaar later als Elsloe en 1579 weer als Elslo. De plaatsnaam verwijst naar een open bos (lo) van elzen (els).

## Kerk
De Dorpskerk van Elsloo stamt uit 1913. Deze kerk was een vervangende kerk van een kerk die al sinds 1632 in het dorp stond. Van die oude kerk is alleen nog een kerkhof over. Bij de Dorpskerk staat ook een van de klokkenstoelen in Friesland.

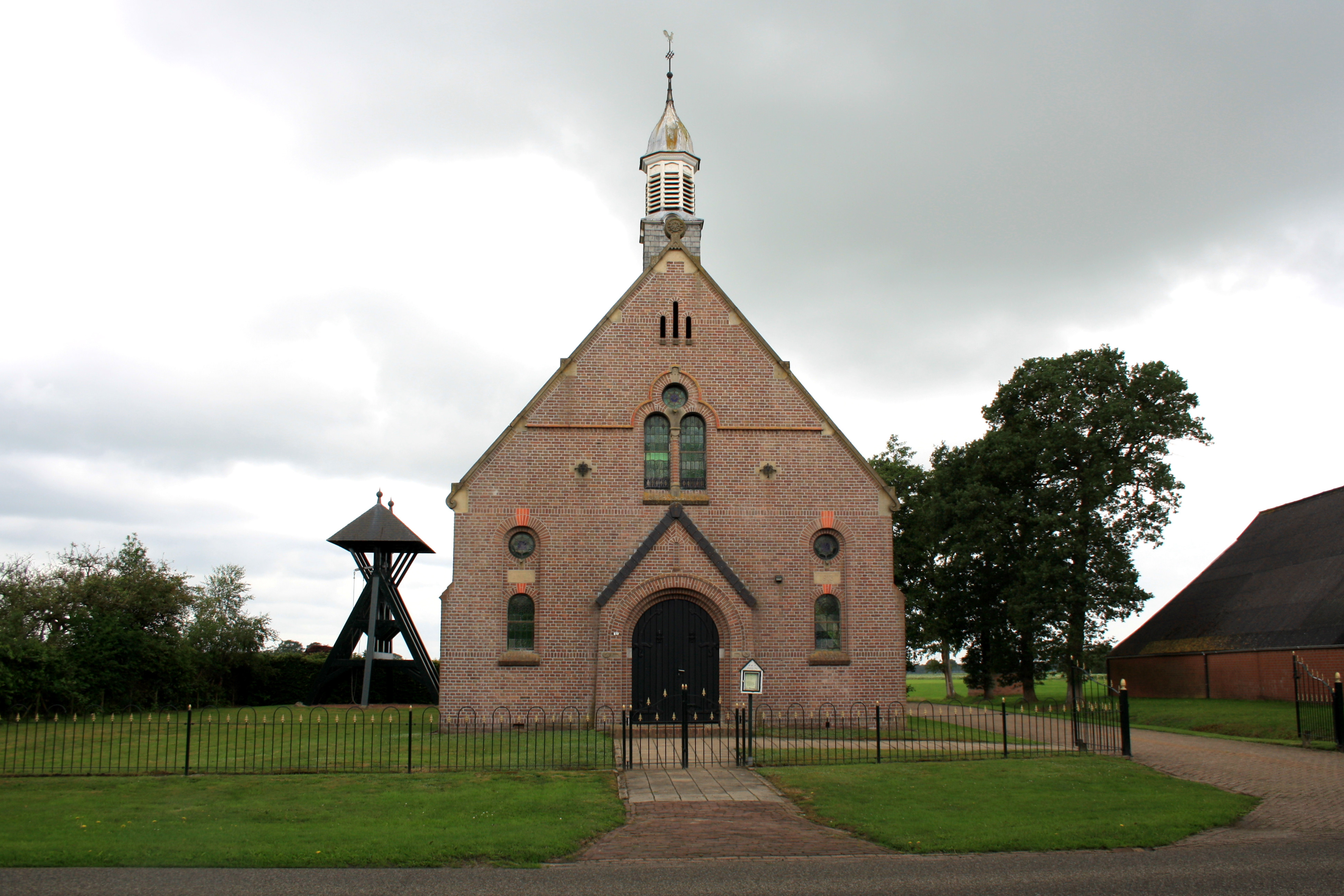
Dorpskerk en klokkenstoel

## Sport
- VV Trinitas, voetbalvereniging
- ODIS, sportvereniging, gymvereniging, korfbalvereniging, tennisclub